# Ericssonite-2O
L'ericssonite-2O è un politipo dell'ericssonite pertanto è da considerarsi una varietà. Precedentemente era conosciuta come ortoericssonite.